# Ángeles Alonso Espinosa
Ángeles Alonso Espinosa (Ciudad de México, 1969) es una curadora mexicana. Es parte del consejo de Museo Amparo, ha dirigido colaboraciones con el Museo de Arte Moderno de París, el Centro Nacional de Arte y Cultura Georges Pompidou y la Fundación Cartier para el Arte Contemporáneo.

## Biografía
Hija de Ángeles Espinosa Yglesias Rugarcía, quien impulsa a través de la Fundación Amparo la creación del Museo Amparo en memoria de su madre Amparo Rugarcía.
Se forma como antropóloga realizando trabajo de campo entre los grupos mayas de la península de Yucatán. Desarrolla sus estudios de antropología en el Museo del Hombre y en la Escuela de Estudios Superiores en Ciencias Sociales en París. Es miembro del consejo de la Fundación Amparo.

## Obra
Las exposiciones que ha llevado a cabo incluyen: El sabotaje de lo real. Miradas cruzadas entre México y Europa, colaboración entre el Museo Amparo y el Centre Georges Pompidou en 2009. Participó como curadora en Resisting the Present. México 2000/2012, colaboración del Museo Amparo y el Museo de Arte Moderno de París en 2012. Cocuradora de América Latina 1960-2013. Fotos + textos, una colaboración entre Fundación Cartier y Museo Amparo en 2013.
En 2011 funda El Mojado, sello editorial independiente mediante el que publica Xilitla.
En 2014 la Galería Nacional del Juego de Palma organiza una mesa redonda en torno a la obra de la fotógrafa Kati Horna en la que participa Alejandro Jodorowsky y Juan Manuel Bonet, presidida por Ángeles Alonso Espinoza.

### Resisting the present. México 2000/2012
Presentada en el Museo de Arte Moderno de París en 2012, fue una compilación de 50 obras diferentes (instalaciones, videos, dibujos, fotografías, películas) de 24 artistas mexicanos  que conforman una generación comprometida social y políticamente con su país. La mayor parte de ellos nacidos después de 1975, su trabajo comienza paralelamente al siglo XXI. Se trata de un coproducción de las curadoras Ángeles Alonso Espinosa y Angeline Scherf.
El propósito de esta exposición era introducir a la sociedad francesa una nueva generación de artistas mexicanos marcada profundamente por su contexto social, económico y político, mostrando las perspectivas desde diversas zonas del país.

### América Latina 1960-2013. Fotos + Textos
Exposición de la Fundación Cartier en coproducción con el Museo Amparo en 2013 en la que participó Ángeles Alonso Espinosa como curadora junto a figuras como Hervé Chandès, Isabelle Gaudefroy, Leanne Sacramone y Ilana Shamoon. La exposición ofreció una nueva perspectiva de la fotografía latinoamericana desde 1960 hasta 2013, presentando una conjunción entre texto e imagen fotográfica. Reunió a más de setenta artistas de once países cuya obra estuvo influenciada por el clima político de América Latina: inestabilidad política y económica, movimientos revolucionarios y guerrilleros y regímenes militares. Se mostró una mirada a este período histórico a través de las obras de los artistas.